# Torre von Torre
Der Torre von Torre ist eine im natürlichen Fels errichtete Anlage der Torre-Kultur im Weiler Torre, in der Gemeinde Porto-Vecchio auf der französischen Insel Korsika. Dieses nach dem Weiler benannte, für die Kultur jedoch untypische Monument gab der gesamten Kultur den Namen Torre-Kultur und ihren Trägern den Namen Torreaner. 
Er erhebt sich auf Granitfelsen und ist das beste Beispiel eines Monuments mit zentralem Gang (ohne Cella wie bei den nuraghenartigen Monumenten), von dem zwei Nebengänge und eine Nische ausgehen. 
Roger Grosjean interpretiert das Bauwerk als Kultbau. Durch Hitzeeinwirkung zersprungene Platten, Asche und verkohlte organische Reste bestätigen die Funktion als Kultstätte. Ein wichtiger Hinweis auf Feuerkulte sei der Rauchabzug am Ende des beinahe 10 m langen zentralen Ganges. Dieser sorgfältig gebaute Abzug liegt in der Windrichtung, so dass ein starker Kaminzug gewährleistet war. Ein Beleg sei auch der durch Hitze abgesprungene Granit im Rauchabzug und im Gang.

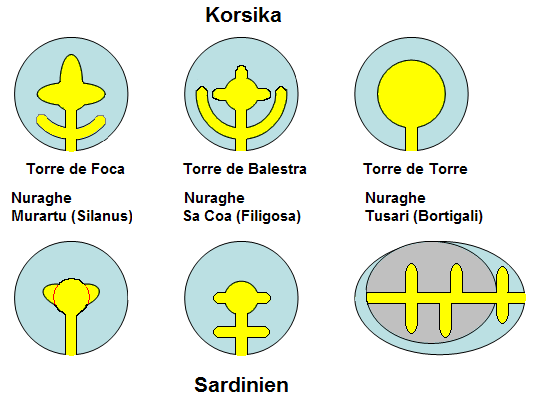
Gegenüberstellung korsischer Torren und sardischer Nuraghen mit dem Grundriss des Torre von Torre oben rechts